# Risztics János
Risztics János (Budapest, 1895. január 11. – Duisburg, 1973. március 7.) az Osztrák–Magyar Monarchia katonai pilótája volt, harcolt az első világháborúban, ahol 7 légi győzelmet aratott.

## Élete
Édesapja, Risztics Miklós, amikor Louis Blériot 1910-ben Budapestre érkezett, jegyszedő volt a rákosi repülőtéren, így minden nap kijárhatott megnézni. Apja, miután elvégezte a belvárosi reáliskola négy osztályát, előbb lakatossá akarta neveltetni, végül villanyszerelő lett. De nem nyugodott addig, amíg nem repülhetett.
Már egészen fiatalon lelkesedett a repülésért, 12–13 évesen a rákosmezei hangároknál Kvasz András és Lányi Antal pilóta-konstruktőröknek segédkezett. Első gépét, amivel levegőbe emelkedett maga szerelte össze. Ezt követően szerencsét próbált Németországban, Franciaországban, Olaszországban, de nem járt sikerrel. Ekkor, az első világháború kitörése háború kitörése előtt négy hónappal jelentkezett szolgálattételre a katonaságnál. Ígéretet kapott ugyan, hogy repülhet, de a gyalogsághoz osztották be.
A mozgósítás után Bécsbe rendelték a 44-es műszaki csapathoz, majd bevonult csapattestéhez és kiment a frontra. Több harctéren küzdött — mint közlegény — míg végre az olasz hadszíntérre vezényelték. Közben elvégezte a pólai pilótaiskolát és mint repülő sok bravúros hőstettet vitt véghez. Vakmerő bátorságát, ügyes felderítéseit a hadvezetőség tizenhárom kitüntetéssel honorálta. 1914. november 23-án a Kárpátokban megsebesült és felgyógyulása után átkérette magát a léghajós részlegbe. Fischamendben a javítóműhelyben dolgozott, majd jelentkezett pilótatanfolyamra, amit 1915. december 2-ára végzett el. Négy nappal később előléptették szakaszvezetővé. 1916 márciusában az orosz frontra helyezett 22. repülőszázadhoz került, ahol Losonczy Béla százados volt a parancsnoka. Itt felderítő, bombázó és tüzérségi tűzvezető repüléseket teljesített. Májusban az osztrák mellé megszerezte a magyar pilótaigazolványt, júniusban pedig a tábori pilóta képesítést. 1917. február 10-én őrmesterré léptették elő. Április 10-én átkerült az akkor létrehozott 42. vadászrepülő-századhoz, amelynek az olasz fronton, Sesanában volt a bázisa. Kiképzése és szolgálata során igen erős barátságot alakított ki Hefty Frigyessel és Udvardy Nándor törzsőrmesterrel. Később hármukat együtt csupán az „Arany Triumvirátus”, vagy „Az Arany Trió” néven emlegették. Risztics Albatros D.III típusú gépének mindkét oldalára a 8. számot festette.
Risztics június 30-án érte el első légi győzelmét, amikor délelőtt 10 körül Podgora közelében lelőtte az általa kísért felderítő gépet támadó olasz Nieuport repülőt. Július 10-én délután Udvardy társaságában Monte Sabotinónál még egy Nieuportot győzött le, augusztus 9-én pedig a Kolovrat hegygerinc fölött lelőtte a harmadikat is. Két nappal később diadalmaskodott egy olasz kétüléses SPAD ellen. Ötödik légi győzelmének pontos ideje nem ismert, ám e dátum 1917 augusztusa és 1918 áprilisa közé esik. A felderítő gép lelövésének amellyel győzelmét szerezte azért volt nagy jelentősége, mert ezzel elérte az ászpilóta minősítést (amit az 5, vagy annál több légi győzelmet szerzett pilóták kapnak). 1918. április 18-án ismét lelőtt egy ellenséges felderítőt, megszerezve 6., május 4-én pedig 7. légi győzelmét (utóbbit egy angol gyártmányú Sopwith ellen). Május közepén a hátországba vezényelték, ahol előbb a pótkeret állományába helyezték, majd a Magyar Általános Gépgyár berepülőpilótája volt.
Risztics 13 vitézségi érmet szerzett a háborúban.
A Magyar Aero Szövetség 1916 májusában állította ki pilóta-igazolványát, 1917. december 14-én a rendes, majd 1918. december 28-án az Aviatikái bizottság tagjai közé választották. Az 1918-ban megalakuló Magyar Pilóták Szövetségének is alapítótagja volt.
Az őszirózsás forradalom után a független Magyarország légierejében szolgált, előbb a 2. repülőosztályban, majd a Tanácsköztársaság idején a Vörös Légjárócsapat 8. repülőszázadánál (ez volt akkor a Magyar Légierő egyetlen, tisztán vadászgépekból álló százada). A polgári köntösbe bújtatott katonai repülés sikeres működésének bizonyítékaként 1920. november 7-én rendezték meg Rákosmezőn az első nagyszabású repülőnapot a nagy háborút követően. Ezen nagy sikere volt a sasviadalnak nevezett légiharc bemutatónak, amit Fejes István és Risztics János végzett tökéletesen. Szintén ebben az évben pilótaként részt vett és szerepelt Garas Márton Little fox című filmjének a mátyásföldi repülőtéren forgatott jeleneteiben. A Magyar Aeroforgalmi Részvénytársaság (Maefort) 1920-ban repülőgépjáratok rendszeresítésével kísérletezett. Az első postajáratot május 12-én indították Albertfalváról Szegedre, amit Barkász Emil megfigyelővel ő repült (a sikeres nyitójáratot követően kísérleti jelleggel rendszeres légiposta-járatok indultak a két város között).
Az „antant-tilalom” miatt egy ideig nem repülhetett. Ez alatt Horvátországban volt autógarázsa, ahol autóügynökösködéssel foglalkozott, majd újból Budapestre került.
1922-től a Magyar Légiforgalmi Rt. (MALÉRT) pilótájaként dolgozott. Ekkor feleségével Mátyásföldön élt. Főleg Bécs és Budapest között teljesített szolgálatot. A magyarok közül elsőnek repült polgári gépen a bécsi Aspern repülőtérre, illetve Angliába, és onnan vissza is. De voltak kilengései. 1924-ben például a svábhegyi autóverseny idején tíz méter magasságban röpködött a versenyzők felett. A Társaság szigorúan megdorgálta. Ö azonban mozifelvételeket csinált akkor, ami jó üzlet volt akkoriban.

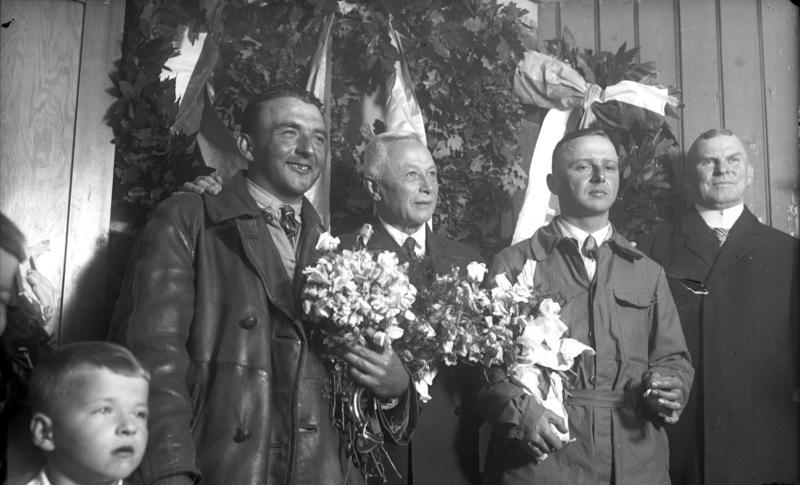
Risztics János (balra), Hugo Junkers (középen) és Wilhelm Zimmermann a 65 órás repülésrekord bejelentésén

1925 második felében családjával – feleségével és két gyermekével – együtt Németországba, Dessauba költözött, ahol előbb a Junkers gyár hangárfelügyelője, majd berepülőpilótája volt. 1927. július 3-5. között Wilhelm Zimmermann-nal együtt 65 órán és 25 percen keresztül tartózkodtak a levegőben leszállás nélkül egy Junkers W-33 típusú gépben, amellyel akkor világrekordot állítottak fel. Augusztus 3-5 között ugyanazzal a géppel Cornelius Edzard kíséretében 4660 km-t repült egyhuzamban (szintén rekord volt). 1928-ban Edzarddal és amerikai Hubert Renfro Knickerbockerrel közösen egy Europa névre keresztelt W-33-ban megkísérelte keletnyugat irányban átrepülni az Atlanti-óceánt, de motorhiba miatt kénytelenek voltak megszakítani útjukat. Ezután megkapta a kapitányi rangot. Az 1930-as években a Junkers művek Kínába – ahol „A becsület gyümölcse“ nevet adták neki – és Japánba is kiküldte. 1932-ben a drezdai repülőtéren lezuhant gépével, ami ugyan teljesen összetört, de Risztics pár karcolás árán megmenekült.
1929-ben és 1930-ban részt vett a Francia Aero Club által szervezett európai repülőversenyben: első alkalommal megsérült Junkers A50 gépének futóműve és a 8. helyről diszkvalifikálták, másodszorra pedig a 15. helyet szerezte meg.
Amikor 1943-ban a Pestszentlőrinci Ipartelepen (PIRT) elkészült az első két magyar gyártmányú Ju 52 szállítógép, a cég Riszticset küldte, hogy berepülje őket.
További sorsa ismeretlen. 1973. május 7-én halt meg az NSZK-beli Duisburgban.

## Emlékezete
2003 szeptemberétől a XVII. kerületi Rákoshegy városrész területén lévő – a Rákosmezei repülők útjától az U alakban megtörő Surányi Ferenc utcáig futó 137909/525 helyrajzi számú -, addig névtelen közterület új neve Risztics János utca lett.

## Kitüntetései
- Arany Vitézségi Érem (kétszer: 1917 augusztusában, 1918-ban)[17][18]
- Ezüst Vitézségi érem I. osztály (kétszer: felderítőként 1916 előtt, 1917-ben)[18]
- Ezüst Vitézségi Érem II. osztály (kétszer)
- Károly Csapatkereszt

## Első világháborús győzelmei
| Sorszám | Időpont             | Repülőgép             | Alakulat         | Ellenfél        | Csata helye    |
| ------- | ------------------- | --------------------- | ---------------- | --------------- | -------------- |
| 1       | 1917. június 30.    | Hansa-Brandenburg D.I | 42. vadászszázad | Nierpourt Scout | Podgora        |
| 2       | 1917. július 10.    | Hansa-Brandenburg D.I | 42. vadászszázad | Nierpourt Scout | Monte Sabotino |
| 3       | 1917. augusztus 9.  | Hansa-Brandenburg D.I | 42. vadászszázad | Nierpourt Scout | Rücken         |
| 4       | 1917. augusztus 11. | Hansa-Brandenburg D.I | 42. vadászszázad | SPAD            | Hermada        |
| 5       | -                   | Hansa-Brandenburg D.I | 42. vadászszázad | Scout           | -              |
| 6       | 1918. április 18.   | Albatros D.II         | 42. vadászszázad | Scout           | Montello       |
| 7       | 1918. május 4.      | Albatros D.II         | 42. vadászszázad | Sopwith         | Cornuda        |